# 정맥류
정맥류(靜脈瘤)는 정맥 벽의 일부가 어떤 요인으로 얇아지고 그 혈관이 팽창함으로써 발병하는 심장혈관 질환이다.
비슷한 질환이 동맥 혈관에 생긴 경우 동맥류라고 한다.